# 黄湾乡 (凤阳县)
黄湾乡，是中华人民共和国安徽省滁州市凤阳县下辖的一个乡镇级行政单位。

## 行政区划
黄湾乡下辖以下地区：
黄湾社区、蒋集村、吴窑村、老观村、牛王村、梨园村和大兴村。